# Tupanaci
Tupanaci, antiga Vila de Santa Maria, é um distrito do município de Mirandiba do estado de Pernambuco.

## História
Salvador foi a capital do Brasil nos períodos de 1549 a 1763, a Baía de Todos os Santos foi o ponto principal de entrada de imigrantes durante esse período. Muitos portugueses que se aventuraram no Brasil até a segunda metade do século XVIII, participaram da interiorização do sertão através do ciclo do gado. Para adquirir terras era necessário o arrendamento através da Casa da Torre, proprietária dessas terras na província de Pernambuco.
Tupanaci esta situada nas terras da antiga Fazenda Brejo do Gama, arrendada pelo português Manoel Lopes Diniz na segunda metade do século XVIII. A povação do distrito surgiu com os descendentes dos primeiros colonizadores que se instalaram na região.
Apesar de sua antiga existência, somente através da lei municipal n° 26 de 10 de julho de 1920 foi criado o distrito de Santa Maria e anexado ao município de São José do Belmonte. A divisa interdistrital de Santa Maria com o distrito de Mirandiba, foi delimitado nestes termos:
“Começa na nascente do riacho Ouricuri ou Mulunga... canto dos municípios de Floresta, do Salgueiro e de José do Belmonte, segue por uma reta para a nascente do riacho da Barreira, que toma os nomes locais de Prece e Barriguda, desce por este até encontrar as divisas com o Município da Serra Talhada.”

### Reforma administrativa do Estado
Na década de 30 o estado de Pernambuco formou uma comissão com o propósito de solucionar o problema da duplicidade dos locativos dentro do Estado. A Comissão de Divisão Administrativa do Estado de Pernambuco em trabalho calcado pelo Instituto Brasileiro de Geografia e  Estatística, infelizmente não utilizou o fator histórico e da tradição imemorial da toponimia de locais existentes no Estado, demonstrado no parecer de 1943 de Liberalino de Almeida
“Pode dizer-se que se dera uma limpa em regra na toponimia pernambucana predominando o elemento indígena, relevando ponderar que não ha mais razão para essa prevalência, pois que a lingua dos indios esta quase morta. É uma língua cultivada no Brasil por meia dúzia de intelectuais formando com a nossa representação gráfica uma literatura composta de lendas”, “Ao nosso ver, sem discutir com a duplicidade de locativos dentro do Estado, a generalização adotada não foi justa, por isso que não se foros de cidade ao fator histórico, senão em casaos muito especiais”.
Na 4° reunião da Comissão de Reforma da Divisão Administrativa do Estado em 26 de abril de 1938 houve o estudo da proposta contida na cópia do ato n. 7, da prefeitura de Belmonte sobre a mudança do nome da Vila Santa Maria para o de Gomes Diniz. Não havendo êxito, no ano de 1943, após anos de trabalho, foi aprovado decreto-lei estadual nº 952 no dia 31 de dezembro,  o distrito de Santa Maria passou a denominar-se Tupanaci.
Em 18 de março de 1953 foi apresentado, por Suetone de Alencar, o projeto de lei n° 26 criando o Município de Mirandiba, constituido dos distritos de Mirandiba e Tupanaci, desmembrados do município de Manissobal (São José do Belmonte). Alguns anos depois a lei estadual nº 3234, de 29 de novembro de 1958, desmembra do município de São José do Belmonte os distritos de Mirandiba e Tupanaci.

## Cultura
Patrimônio Histórico
Pela longevidade do distrito de Tupanaci, suas casas representam uma cultura de mais de 200 anos, preservada pelo contrato de convênio assinado, em 18 de junho de 1996, com o Ministério da Cultura, através do Fundo Nacional de Cultura e a Prefeitura de Mirandiba para preservar os aspectos históricos da ocupação do sertão pernambucano e da arquitetura popular. Através da Fundação de Desenvolvimento Municipal do Interior de Pernambuco (Fiam) e da utilização de mão-de-obra local, mais de 60 casas de valor histórico-cultural do distrito de Tupanaci, que conservam traços da época colonial, foram recuperadas.
Igreja de Nossa Senhora da Conceição
A povoação do distrito, desde o seu surgimento, guarda consigo a fé católica. A Igreja de Nossa Senhora da Conceição, construída em meados do século XIX, pelas famílias locais, pertence a circunscrição eclesiástica da Diocese de Afogados da Ingazeira. No perído entre 01 a 08 Dezembro ocorre a Festa da Padroeira de Nossa Senhora da Conceição.
De acordo com o pesquisador João Diniz, na segunda metade do século XIX, as margens do Rio Pajéu, se reuniam na casa de José Alves de Carvalho e de sua esposa Isabel Leite de Sá, familiares e vizinhos para a celebração da novena da Imaculada da Conceição.
Com o passar do tempo o número de fiéis, que participavam da novena e festividades, foi crescendo e a residência do casal não oferecia mais suporte para abrigar as celebrações.
Em uma das reuniões, o casal José Alves de Carvalho e Isabel Leite de Sá com o Pe. Manoel Lopes Rodrigues de Barros, Francisco Xavier Diniz, Vitorino Pinto da Silva Sobrinho e Alexandre de Sá Leal abordaram a ideia da construção de uma capela.
O início da construção se deu em 1874, com doação de Antonia Gomes Diniz de um terreno medindo 100 braças de frente e 400 de fundo, partindo do leito do rio Pajeú em Santa Maria, sob a responsabilidade de Cirilo Gomes Diniz e do Padre Manoel Lopes Rodrigues de Barros.
Veio um mestre do Ceará, da família Petinga, que construiu lindos oratórios e fez desenhos em estilo barroco nos altares. Antonio Limeira e Cirilo Gomes Diniz também contribuíram nas obra arquitetônicas.
Em 1922, o Major José Gomes Diniz e o Pe. José Kehrler, o sacerdote de Nossa Senhora das Graças, terminaram a construção da capela.
A arquitetura da antiga capela assim como os oratórios, desenhos e altares eram de estilo barroco. Depois de passar por um processo de reconstrução liderada por Dom Augusto Carvalho, suas características mudaram para o estilo moderno. A Igreja ainda preserva a imagem de Nossa Senhora da Imaculada Conceição medindo 25 cm em estilo barroco e com reflexos de ouro que pertencia ao casal José Alves de Carvalho e Isabel Leite de Sá que fundou a novena da Imaculada Conceição.
Associações
Em 1955 existia o Centro Social Nossa Senhora da Conceição, na Vila de Tupanaci, que na época, pertencia ao município de São José do Belmonte.
Em 15 de dezembro de 1988 foi criado a Associação de Moradores e Amigos de Tupanaci que tem sede na distrito, à Rua Cirilo Gomes, S/N e foro na cidade de Mirandiba.

## Geografia
Tupanaci é um distrito as margens do rio pajeú, no municpio de mirandiba do estado de Pernambuco, situado na microrregião de Salgueiro que se localiza na mesorregião do Sertão Pernambucano.

### Demografia
| Tabela Demográfica de Tupanaci          | Tabela Demográfica de Tupanaci | Tabela Demográfica de Tupanaci | Tabela Demográfica de Tupanaci | Tabela Demográfica de Tupanaci | Tabela Demográfica de Tupanaci | Tabela Demográfica de Tupanaci | Tabela Demográfica de Tupanaci | Tabela Demográfica de Tupanaci | Tabela Demográfica de Tupanaci | Tabela Demográfica de Tupanaci | Tabela Demográfica de Tupanaci | Tabela Demográfica de Tupanaci | Tabela Demográfica de Tupanaci | Tabela Demográfica de Tupanaci | Tabela Demográfica de Tupanaci |
| --------------------------------------- | ------------------------------ | ------------------------------ | ------------------------------ | ------------------------------ | ------------------------------ | ------------------------------ | ------------------------------ | ------------------------------ | ------------------------------ | ------------------------------ | ------------------------------ | ------------------------------ | ------------------------------ | ------------------------------ | ------------------------------ |
|                                         | População                      | População                      | População                      | População                      | População                      | População                      | População                      | População                      | População                      | Domicílios                     | Domicílios                     | Domicílios                     | Domicílios                     | Domicílios                     |                                |
| Ano                                     | Total                          | Urbana                         | %                              | Rural                          | %                              | Homens                         | %                              | Mulheres                       | %                              | Total                          | Urbana                         | %                              | Rural                          | %                              |                                |
| 1950                                    | 1.904                          | 274                            |                                |                                |                                |                                |                                |                                |                                |                                |                                |                                |                                |                                |                                |
| 1960                                    | 2.124                          | 239                            |                                | 1.805                          |                                |                                |                                |                                |                                | 361                            |                                |                                |                                |                                |                                |
| 1970                                    | 2.130                          | 141                            |                                | 1.989                          |                                | 1.039                          |                                | 1.091                          |                                |                                | 37                             |                                |                                |                                |                                |
| 2000                                    | 2.083                          | 319                            | 15,0                           | 1.764                          | 84,7                           | 1.093                          | 52,5                           | 990                            | 47,5                           | 438                            | 79                             | 18,4                           | 359                            | 81,56                          |                                |
| 2005                                    | 1.975                          |                                |                                |                                |                                |                                |                                |                                |                                |                                |                                |                                |                                |                                |                                |
| 2010                                    | 2.368                          |                                |                                |                                |                                |                                |                                |                                |                                |                                |                                |                                |                                |                                |                                |
| 2012                                    |                                |                                |                                |                                |                                |                                |                                |                                |                                |                                | 95                             |                                |                                |                                |                                |
| 2035                                    | 1.974                          |                                |                                |                                |                                |                                |                                |                                |                                |                                |                                |                                |                                |                                |                                |
| Fonte: ANA.Cartilha. CONDEPE/FIDEM.IBGE |                                |                                |                                |                                |                                |                                |                                |                                |                                |                                |                                |                                |                                |                                |                                |

## Infraestrutura

### Educação
A educação em Tupanaci passou por transfomações no decorre do tempo. Em registro oficial da década de 50, encontra-se a existencia da Escola Isolada de Tupanaci (E.I), que era constituida de uma só turma de alunos, entregue a um só docente. No ano de 1960, há um apelo para a construção de uma Escola Típica Rural, mas há somente a transformação para Escola Mínima Tupanaci.
O Secretário de Educação e Cultura, através da portaria de n° 4.645 de 30 de novembro de 1978, determina que a Escola Mínima Tupanaci, passe a denominar-se Escola Mínima Francisco Bernardino de Sá Carvalho. Em Janeiro de 1982 autoriza o funcionamento do curso de primeiro grau (1° a 4° série).
Em portaria n° 1173 de 17 de março de 1998 a Secretaria de Educação e Esportes, de acordo com a Diretoria de Normatização do Sistema Educacional, tendo em vista o parecer favorável da Diretoria Executiva de Orientação e Normatização Escolar, resolve aprovar a Emenda Regimental e atorizar, conforme os artigos 10 e 39, da Lei federal n° 9394 de 20 de dezembro de 1996, o funcionamento do Curso de Educação Infantil e Ensino Fundamental de 1° a 8° série e Ensino Médio na Escola Municipal Francisco Bernardino de Sá Carvalho, Cadastro Escolar n° M – 701.044.

### Segurança
No dia 18 de janeiro de 1991 o Governador do Estado delegou poderes ao Ten-Cel Gilberto Gouveia de Sá Barrero, Comandante do 8° Batalhão de Polícia Militar, para assinar a Escritura Pública de Doação, sendo a doadora a Associação de Moradores e Amigos de Tupanaci, uma área de terra medindo 37 x 50 metros, localizado na Vila de Tupanaci, à rua Prof. Francisco Alves de Sá Carvalho, com objetivo de construir no local um Aquartelamento para a Polícia Militar.
Alguns anos depois, no dia 2 de novembro de 1995 o Cel. Jorge Luiz Moura, Comandante Geral da Polícia Militar de Pernambuco, informou que foi desativado o subdestacamento de Tupanaci e deslocado o efetivo para o Departamento de Polícia de Mirandiba. Atualmente o distrito não possui um destacamento de policiamento ostensivo nem unidade da polícia civil.

### Transportes
Estradas
As estradas de acesso ao distrito de Tupanaci são todas vicinais. Em 14 de março de 2001 foi feito um apelo, de autoria do Dep. Augusto César, ao Secretário de infra-estrutura de Estado de Pernambuco, Fernando Dueire, no sentido de construir uma passagem molhada no rio Pajeú, no distrito de tupanaci com a justificativa de que “o acesso de visitantes e moradores ao distritito de Tupanaci, fica muito difícil no período de chuvas, bem como também no período de estiagem, é feita a abertura da comporta da barragem de Serrinha, deixando alagado”.
Depois de um década, em 31 de agosto de 2011, houve a abertura de licitação para a construção da Passagem Molhada, denominada Tupanaci, no rio pajeú, na divisa dos município de Mirandiba com Serra Talhada. A passagem teria 190 metros de Comprimento, 6,10 de largura, altura máxima de elevação de 1,70 e 1m de fundação. O investimento do governo estadual era de R$ 479 mil e a obra seria concluída em noventa dias, mas depois do início das obras tudo foi abandonado.
| Distância de Tupanaci com outras localidades | Distância de Tupanaci com outras localidades | Distância de Tupanaci com outras localidades |
| -------------------------------------------- | -------------------------------------------- | -------------------------------------------- |
|                                              | Tupanaci                                     |                                              |
| Mirandiba                                    | 32 km                                        | [ nota 1 ]                                   |
| Carnaubeira da Penha                         | 24 km                                        | [ nota 2 ]                                   |
| Floresta                                     | 63 km                                        | [ nota 3 ] [ nota 4 ]                        |
| Serra Talhada                                | 45 km.                                       | [ nota 5 ]                                   |
| Recife                                       | 458 km                                       |                                              |

Ruas do Distrito de Tupanaci
Rua Prof. Francisco Alves de Sá Carvalho.
Rua Alexandre Gomes.
Rua Cirilo Gomes.
Rua Manoel Bezerra.
Rua Projetada.

### Correios e Telégrafos
No dia 7 de abril de 2013, foi inaugurada a Agência Comunitária dos Correios de Tupanaci. Fica na Rua Alexendre Gomes. S/n, Distrito de Tupanaci – Mirandiba. CEP: 56990970. Horário de Funcionamento de Segunda à Sexta: De 08:00 as 13:00.
Em 14 de março de 2001 foi feito um apelo, do Deputado Augusto César, ao Superitendente da TELEMAR S/A, Ronaldo Labrudi, no sentido de instalar 02(dois) orelhões no distrito de Tupanaci, tendo como justificativa as seguintes palavras: “ Esta comunidade não dispõe de nenhum orelhão, e o posto telefônico só funciona até às 22:00 horas, deixando a população sem comunicação, principalmente em casos de emergência, pois fica distante da sede do município.”